# Давид Георгиев
Давид Георгиев Нецов е български драматичен актьор, режисьор и театрален деец.

## Биография
Роден е във Враца през 1889 г. Завършва право в Софийския университет. Дебютира като актьор в театър „Зора“ на Матьо Македонски и Александър Гюров през 1913 г. Актьор във Варненски общински театър, театър „Пробуда“ на Стоян Бъчваров, „Камерен театър“ на Златина Недева, „Задружен театър“ на Димитър Касабов, Свободен драматичен театър на Матьо Македонски, Български художествен театър на Стефан Киров. Работи като директор и режисьор на театрите в Сливен, Видин, Пловдивски областен театър, Хасковски градски театър и заедно с Георги Костов на „Съвременен театър“. Почива на 21 февруари 1947 г. във Враца.

## Роли
Давид Нецов играе множество роли, по-значимите са:
- Хамлет – „Хамлет“ от Уилям Шекспир
- Странджата – „Хъшове“ от Иван Вазов
- Исак – „Иванко“ от Васил Друмев
- Княз Мишкин – „Идиот“ от Фьодор Достоевски[1]